# Barbara Kopácsi
Barbara Kopácsi (* 6. April 1991 in Mosonmagyaróvár, Komitat Győr-Moson-Sopron) ist eine ungarische Fußballspielerin.

## Karriere

### Vereine
Kopácsi startete ihre Karriere 2002 in der Jugend des Bezenye SE. In der Saison 2006/07 rückte sie in die erste Mannschaft von Bezenye auf und spielte für den Verein 10 Spiele in der Női NB II. Nach der Saison 2006/07 wechselte sie zu Fészek Csempebolt. Dort kam sie auf 24 Einsätze und erzielte 17 Tore, was ihr 2008 einen Vertrag in der NB I bei Győri Dózsa SE einbrachte. Bei Győri Dózsa SE entwickelte sie sich zur Leistungsträgerin und Nationalspielerin. In der Saison 2011/12 spielte sie für den rumänischen Verein ASA Târgu Mureș, bevor sie nach Ungarn zurückkehrte und ebenfalls eine Saison lang für  Győri Dózsa SE spielte. Zur Saison 2013/14 wechselte sie zum österreichischen Erstligisten FSK St. Pölten, den sie nach lediglich zwei Punktspielen am Saisonende verließ. Gemeinsam mit der rumänischen Nationalspielerin Adela Ratu begab sie sich nach Berlin zum BSC Marzahn. Für den Verein bestritt sie fünf Punktspiele in der drittklassigen Regionalliga Nordost. An Saisonende 2014/15 verließ sie den Verein und begab sich nach Rumänien. In Târgu Mureș spielte sie das zweite Mal eine Saison lang für ASA Târgu Mureș.
Seit 2016 ist sie auf Island als Fußballspielerin aktiv. Zunächst gehörte sie dem in Vopnafjörður ansässigen UMF Einherji bis 2019 an, danach in Egilsstaðir dem ÍF Höttur für zwei Spielzeiten, bevor sie zur Spielzeit 2021 zum UMF Einherji zurückkehrte.

### Nationalmannschaft
Kopácsi kam für die U19-Nationalmannschaft in fünf Länderspielen der ersten und zweiten Qualifikationsrunde für die Europameisterschaft 2010 in Nordmazedonien zum Einsatz. Im zweiten Spiel der Gruppe 8, beim 4:0-Sieg gegen die U19-Nationalmannschaft Armeniens in Pécs, erzielte sie mit den Treffern zum 1:0 und 2:0 in der 17. und 41. Minute gleich zwei Tore.

## Sonstiges
Sie kam in der Winterpause in drei Spielen für die Futsalabteilung ihres ehemaligen Vereines Győri Dózsa SE am 22. Januar 2011 zum Einsatz; seitdem gehört sie der ungarischen Futsalnationalmannschaft der Frauen an.